# «Pentiti Arlecchino!» disse l'uomo del tic-tac
«Pentiti Arlecchino!» disse l'uomo del tic-tac ("Repent, Harlequin!" Said the Ticktockman) è un racconto di fantascienza di Harlan Ellison pubblicato per la prima volta nel numero di 
dicembre del 1965 della rivista Galaxy Magazine curata dall’autore ed editore Frederik Pohl.
Successivamente è stato incluso da Ellison nella raccolta di racconti Paingod and Other Delusions del 1965.
In Italia è stato pubblicato diverse volte a partire dal 1966, all’interno dell’antologia Il vento del sole, col titolo di  Pentiti, Arlecchino curata dalla Casa Editrice La Tribuna.
L’opera si è aggiudicata nel 1966 il premio Nebula premio Hugo, i massimi riconoscimenti della narrativa fantascientifica, inoltre nel 2015 l’opera è stata premiata con il 
Prometheus Hall of Fame Award

## L’opera
L’opera di Ellison illustra una società futuristica governata dal tempo. In un futuro distopico ambientato in una data imprecisata dell’anno 2389, l'uomo è diventato così ossessionato dalla puntualità, che se non possiede questa qualità, può essere punito con la morte.
Coloro che diventano eroi e si sforzano di salvare il mondo dalla distruzione del tempo diventano nemici perché sono anticonformisti Ellison ha utilizzato le immagini per mostrare la ribellione di Arlecchino così come le azioni e i pensieri della società. Nell'illustrare la vita robotica della sua società, Ellison scrisse:
(Harlan Ellison)
Così come il mondo delle formiche descritto in "
Dipartimental di Robert Frost sia una metafora adatta per la società nella storia descritta da Ellison. La società delle formiche dell’opera di Frost si basa sul mantenimemto del passo con un ritmo costante e sulla necessità di portare a termine tutti i propri compiti. così come l’incontro con un'altra formica che è morta, e pensa tra sé che se incontrerà qualcuno che lavora per il maestro superiore gli riferirà quanto ha visto, portando a supporre che se non incontra nessuno non farà di tutto per rendere noto quanto ha visto. Le formiche sono descritte come "una razza curiosa, ma non impressionate o infastidite dai loro morti”.
La società delle formiche è descritta o dipinta come una società molto "dipartimentale". Se sei un semplice lavoratore, questo è quello che puoi fare. Non è tuo compito svolgere il lavoro di chi è sopra di te, costruendo così una struttura piramidale in cui ognuno svolge il proprio compito senza ambizioni ne volontà di crescita.
Se c'è qualcosa che deve essere fatto, ma va oltre il tuo livello, devi continuare con i tuoi compiti e non andare fuori strada occupandoti delle questioni di coloro che sono sopra o sotto di te. Oltre al fatto che le caratteristiche delle società in entrambe le storie sono simili, sono entrambe storie di fantascienza. L’opera di Frost è basata su una società di formiche mentre "Pentiti, Arlecchino!" parla di una società che si svolge nel futuro

## Trama
Il racconto si apre con una citazione a disobbedienza civile di Henry David Thoreau, introducendo la tematica di schiavitù imposta dal sistema. La storia è uno sguardo satirico su un futuro distopico in cui il tempo è rigorosamente regolato e tutti devono fare tutto secondo un calendario estremamente preciso. In questo futuro, essere in ritardo non è solo un inconveniente, ma anche un crimine; i colpevoli vengono puniti con la sottrazione di tempo della propria esistenza pari al ritardo che hanno causato. Queste punizioni sono eseguite e amministrate dal Master Timekeeper, soprannominato Uomo del Tic-Tac, che utilizza un dispositivo chiamato  cardioplate per fermare il cuore di qualsiasi trasgressore che ha perso tutto il tempo rimanente della sua vita a causa di ripetute violazioni.
La storia si concentra su un uomo di nome Everett C. Marm che, travestito da anarchico Arlecchino, si impegna in una bizzarra ribellione contro il L’Uomo del tic-tac. Everett ha una relazione con una ragazza di nome Pretty Alice, che è esasperata dal fatto che l’uomo non sia mai puntuale. L'Arlecchino interrompe il programma accuratamente tenuto della sua società con metodi come distrarre gli operai dai loro compiti inondandoli di migliaia di gelatine multicolori o semplicemente usando un megafono per incoraggiare pubblicamente le persone a ignorare i loro programmi, costringendo l’Uomo del Tic-Tac a tirare fuori le persone il loro lavoro normale per dargli la caccia.
Alla fine, l'Arlecchino viene catturato, informato dall’Uomo del Tic-Tac del tradimento di Pretty Alice, stanca dei continui ritardi e volenterosa di tornare nella società puntuale in cui vivono tutti gli altri. Alla richiesta di pentimento dell'Uomo del Tic-Tac, Arlecchino sogghigna sfidandone l’autorità. L’Uomo del Tic-Tac decide di non fermare il cuore dell'Arlecchino, evitando di farne un martire, scegliendo invece di mandarlo in un luogo chiamato Coventry, dove viene convertito in un modo simile a come viene convertito Winston Smith protagonista del romanzo 1984 di George Orwell. L'Arlecchino a cui è stato fatto il lavaggio del cervello riappare in pubblico e annuncia di aver sbagliato prima e che è sempre bello essere puntuali.
Alla fine, uno dei subordinati dell’Uomo del Tic-Tac gli riferisce che è in ritardo di tre minuti sul programma, lasciandolo incredulo.

## Critica
Si tratta di un racconto satirico e distopico, la cui storia viene introdotta con citazioni dal classico lavoro di Henry David Thoreau sulla disobbedienza civile, deridendo gli eccessi e le assurdità dell'irreggimentazione, condannando apertamente come nel saggio le scelte del governo, rappresentate dall’Uomo del Tic-Tac e dalla permissione alla schiavitù a danno di un popolo completamente assoggettato, nel quale l’Arlecchino rappresenta il desiderio di venire meno al rispetto delle leggi quando esse vanno contro la coscienza e i diritti dell'uomo.
(Introduzione di «Pentiti Arlecchino!» disse l'uomo del tic-tac , tratta dal saggio di  Henry David Thoreau, Disobbedienza civile)

## Controversie
Il 15 settembre 2011, poco prima dell’uscita nelle sale cinematografiche negli Stati Uniti del film In Time, diretto da Andrew Niccol, avvenuta il 28 ottobre 2011 il The Hollywood Reporter aveva pubblicato la notizia che lo scrittore di fantascienza Harlan Ellison, con la sua società The Kilimanjaro Corporation, aveva intentato una causa presso la corte federale di Los Angeles per violazione di copyright. Secondo Ellison il film di Niccol avrebbe troppe similitudini con il suo racconto del 1965, che da tempo stava pensando di adattare per il grande schermo. Nella denuncia veniva chiesto il blocco della distribuzione nelle sale del film (prevista il 28 ottobre), oltre a tutti i profitti derivati dal film in presunta violazione del copyright. La lite si è risolta con la rinuncia a procedere da parte di Harlan Ellison e a tal proposito è stata data alla stampa dalle parti in causa la seguente dichiarazione congiunta: "Dopo aver visto il film In Time, Harlan Ellison ha deciso volontariamente di rinunciare all'azione legale. Nessun pagamento o riconoscimento è stato promesso o concesso a Harlan Ellison. Le parti si augurano reciprocamente il meglio e non hanno ulteriori commenti sulla questione".

## Personaggi
Arlecchino / Everett C. Marm :  un uomo che non aveva il senso del tempo . Appare vestito in modo variopinto, sconvolgendo le attività quotidiane della società in cui vive attraverso scherzi pratici (come inondare i turnisti di gelatine) e la sua generale mancanza di attenzione al tempo. Fisicamente, l'Arlecchino è descritto da Ellison come un uomo minuto, un elfo, con fossette e occhi luminosi. Diventa una sorta di eroe per le classi inferiori, coloro che permettono, attraverso il loro lavoro quotidiano di far funzionare l'intero sistema. Per questo motivo, cattura l'attenzione del Uomo del Tic-tac che invia i suoi servi per scoprirne chi è veramente l’identità.
Come uomo, Everett C. Marm non rappresenta un problema, ma nei panni di Arlecchino, è un pericolo per una società che dipende completamente dalla puntualità e dal buon funzionamento dei suoi macchinari. Il suo anticonformismo generale e le sue azioni anarchiche minacciano le radici su cui si basa l’intera cultura del mondo distopico in cui è ambientato il racconto. Ed effettivamente, incita folle di persone a prendersi del tempo per se stessi,  passeggiare per un po' oppure incitandoli a  godersi il sole .
Quando si rivolge alla folla, urlando abbasso l’Uomo del Tic-Tac, sta fondamentalmente commettendo un atto di tradimento. Di conseguenza, l'Arlecchino viene catturato e apparentemente sottoposto ad un lavaggio del cervello per poi essere fatto apparire in televisione per ritrattare le precedenti dichiarazioni.
Pretty Alice: la moglie di Everett C. Marm. Viene descritta come una persona che trova confortevole e desiderabile vivere nel conformismo e nella regolarità della società in cui vive. È disgustata dal ruolo di Marm nei panni dell'Arlecchino e non ha pazienza per l'abituale ritardo di Marm. Nel finale, tradisce l'Arlecchino rivelando all'uomo del tic-tac il suo vero nome.
L’uomo del tic-tac : il responsabile di controllo del tempo della società. In quanto tale, il suo ruolo è assicurarsi che tutto funzioni senza intoppi e per tempo. Ha anche la capacità di monitorare la puntualità di ogni cittadino nonché detrarre il numero totale di minuti di ritardo dalla vita di ogni individuo. Pertanto, se una persona arriva con cinque minuti di ritardo al lavoro, il Ticktockman sottrae quei cinque minuti dalla vita della persona. Alla fine, il Ticktockman spegne chiunque il cui ritardo diventa cronico o se l’accumulo dei minuti di ritardo diventa troppo alto.
Il personaggio dell'uomo del tic-tac rappresenta la fusione del dittatore totalitario con la macchina onnipotente; ha sia la volontà che i mezzi per mantenere in funzione il Sistema attraverso la tecnologia che gli consente di accedere a ogni movimento e processo biologico di un individuo, potendone inoltre decidere la vita o la morte. Questo fa del personaggio il villain del racconto.
Poiché il Ticktockman indossa una maschera, è difficile per il lettore determinare se è un essere umano o meno. È altrettanto probabile che si tratti di un robot come un essere umano. Certamente, il rumore che fa "mrmee, mrmee, mrmee" alla fine della storia, quando lui stesso è in ritardo di tre minuti, suggerisce che sia meccanico piuttosto che umano.

## Edizioni

### Edizioni in inglese
- (EN) Harlan Ellison, "Repent, Harlequin!" Said the Ticktockman, in Galaxy Publishing Corporation, I ed., Frederik Pohl, 1965. [1][17]
- (EN) Harlan Ellison, Paingod and Other Delusions, in Pyramid Book, I ed., Frederik Pohl, Dicembre 1965.
«Nessuna linea numerica, l’immagine in copertina è attribuito a Gaughan, riferimento posto sul retro della copertina, secondo L. W. Currey, questa è la prima edizione. Ogni storia ha un'introduzione di 1 o 2 pagine. Volume di 157 pagine, prezzo in copertina $0.50, opera composta da introduzione e 7 racconti di Ellison.» [18]
- (EN) Harlan Ellison, Nebula Award Stories 1965, in Doubleday, I ed., Damon Knight, Dicembre 1965.
«Antologia composta da introduzione a cura di Damon Knight e 8 racconti di diversi autori (i candidati nel 1966 per la categoria miglior racconto breve sono in totale 31), prezzo in copertina di $4.95» [19]
- (EN) Harlan Ellison, World's Best Science Fiction 1966, in Ace Books, I ed., Terry Carr, Donald A. Wollheim, 1966.
«Antologia composta da introduzione e 14 brevi racconti editi tra il 1964 e il 1965. Nessuna dichiarazione di pubblicazione o stampa eccetto l’anno (1966). Il design della copertina è attribuito a Scianna nella pagina contenente i dettagli sul copyright; anche l’illustrazione è firmata, Le illustrazioni all’interno sono attribuite a Gaughan sempre nella pagina contenente i dettagli sul copyright. Il frontespizio e il titolo di ogni storia hanno uno schizzo/disegno sullo sfondo. L’opera conta 287 pagine e il prezzo di copertina e di $0.60» [20]
- (EN) Harlan Ellison, Nebula Award Stories 1965, in Doubleday/SFBC, I ed., Damon Knight, ottobre 1966.
«Antologia composta da introduzione, 8 brevi racconti di vari autori e una postfazione intitolata Nebula Awards 1965 and Roll of Honor di autore non accreditato, il Gutter Code "33H" a pagina 303 indica una stampa nell'agosto 1966. Presente didascalia "Book Club Edition" sul lembo anteriore inferiore della sovraccoperta (aletta anteriore). Nessuna dichiarazione di edizione sulla pagina del copyright."Jacket by Donald and Ann Crews" sul risvolto posteriore della sovraccoperta (aletta posteriore, pagine XII + 299, prezzo in copertina $1.20.)» [21]
- (EN) Harlan Ellison, Nebula Award Stories 1, in Gollancz, I ed., Damon Knight, marzo 1967.
«Antologia, nessuna dichiarazione di stampa, emesso con fascetta di carta, da questo si evince il mese di pubblicazione. La fascia pubblicitaria in carta riporta la dicitura "NEBULA AWARD STORIES" stampata nell'angolo in basso a destra, dove è piegata sotto la copertina.
L'ultima pagina numerata è la 253 ma la rimanenza del paragrafo si riversa a pagina [254].
La pagina [255] contiene l'elenco dei premi. L’opera è composta da introduzione a cura dell’editore, 8 brevi racconti e la postfazione Roll of Honour e Nebula Awards 1965 entrambi non accreditati.» [22]
- (EN) Harlan Ellison, The Tenth Galaxy Reader, in Doubleday, I ed., Frederik Pohl, giugno 1967.
«Antologia composta da 11 brevi racconti, dicitura "Prima edizione" indicato nella pagina del copyright. "Jacket by Alan Peckolick" sul fondo del lembo posteriore della sovraccoperta. Gutter Code 'I21' presente a pagina 232, indicante la stampa nel maggio 1967.
Numero di scheda del catalogo della Biblioteca del congresso 52-5675 (LCCN seriale per lettori Galaxy), numero totale delle pagine 232, prezzo $4.50»[23]
- (EN) Harlan Ellison, Nebula Award Stories, in Pocket Books, I ed., Damon Knight, novembre 1967.
«Antologia composta da introduzione a cura dell’editore e da 8 brevi racconti, dicitura "Un'edizione tascabile", "Prima ristampa... novembre 1967" (con ancora più punti), numero di pagine X+244, prezzo in copertina $0.75» [24]
- (EN) Harlan Ellison, The Tenth Galaxy Reader, in Gollancz, I ed., Frederik Pohl, 1968. [25]
- (EN) Harlan Ellison, Nebula Award Stories, in Pocket Books, II ed., Damon Knight, ottobre 1968. versione U.S.A. [26]
- (EN) Harlan Ellison, Nebula Award Stories, in Pocket Books, II ed., Damon Knight, ottobre 1968. versione Canadese [27]
- (EN) Harlan Ellison, Nebula Award Stories 1, in New English Library, I ed., Damon Knight, aprile 1969. versione Canadese [28]
- (EN) Harlan Ellison, Paingod and Other Delusions, in Pyramid Books, I ed., Harlan Ellison, aprile 1969. versione Canadese [29]
- (EN) Harlan Ellison, Nebula Award Stories, in Pocket Books, III ed., Damon Knight, dicembre 1969. versione U.S.A. [30]
- (EN) Harlan Ellison, Nebula Award Stories, in Pocket Books, IV ed., Damon Knight, dicembre 1969. versione Canadese[31]
- (EN) Harlan Ellison, World's Best Science Fiction Second Series, in Ace Books, II ed., Terry Carr, Donald A. Wollheim, 1970. [32]
- (EN) Harlan Ellison, Door to Anywhere, in Curtis Books, I ed., Frederik Pohl, aprile 1970. [33]
- (EN) Harlan Ellison, Science Fiction: The Future, in Harcourt Brace Jovanovich, I ed., Dick Allen, 1971. [34]
- (EN) Harlan Ellison, Alone Against Tomorrow, in Macmillan, I ed., Harlan Ellison, marzo 1971. [35]
- (EN) Harlan Ellison, Alone Against Tomorrow: Stories of Alienation in Speculative Fiction, in Macmillan/SFBC, I ed., Harlan Ellison, giugno 1971. [36]
- (EN) Harlan Ellison, The Hugo Winners, Volume Two, in Doubleday, I ed., Isaac Asimov, settembre 1971. [37]
- (EN) Harlan Ellison, The Hugo Winners, Volume Two, in Doubleday, II ed., Isaac Asimov, ottobre 1971. [38]
- (EN) Harlan Ellison, Above the Human Landscape: A Social Science Fiction Anthology, in Goodyear Publishing, I ed., Willis E. McNelly, Leon E. Stover, 1972. [39]
- (EN) Harlan Ellison, Above the Human Landscape: A Social Science Fiction Anthology, in Goodyear Publishing, II ed., Willis E. McNelly, Leon E. Stover, 1972. [40]
- (EN) Harlan Ellison, Alone Against Tomorrow, in Collier Books, I ed., Harlan Ellison, 1972. [41]
- (EN) Harlan Ellison, The Hugo Winners, Volume One and Two, in Nelson Doubleday / SFBC, I ed., Thomas E. Sanders, gennaio 1972. [42]
- (EN) Harlan Ellison, Speculations, in Glencoe Press, I ed., Isaac Asimov, 1973. [43]
- (EN) Harlan Ellison, The Hugo Winners Volume One 1962 - 1967, in Sphere, I ed., Isaac Asimov, 1973. [44]
- (EN) Harlan Ellison, All the Sounds of Fear, in Panther, I ed., Harlan Ellison, marzo 1973. [45]
- (EN) Harlan Ellison, Stories from the Hugo Winners, Volume 2, in Fawcett Crest, I ed., Isaac Asimov, agosto 1973. edizione U.S.A. [46]
- (EN) Harlan Ellison, Stories from the Hugo Winners, Volume 2, in Fawcett Crest, I ed., Isaac Asimov, agosto 1973. edizione Canadese [47]
- (EN) Harlan Ellison, Transformations: Understanding World History Through Science Fiction, in Fawcett Premier, I ed., Daniel Roselle, dicembre 1973.[48]
- (EN) Harlan Ellison, Alone Against Tomorrow, in Collier Books, II ed., Harlan Ellison, 1974. [49]
- (EN) Harlan Ellison, Alone Against, in Pflaum, I ed., Bernard C. Hollister, 1974. [50]
- (EN) Harlan Ellison, As Tomorrow Becomes Today, in Prentice-Hall, I ed., Charles Wm. Sullivan, III, 1974. [51]
- (EN) Harlan Ellison, As Tomorrow Becomes Today, in Prentice-Hall, I ed., Charles Wm. Sullivan, III, 1974. [52]
- (EN) Harlan Ellison, Fantasy: The Literature of the Marvelous, in McGraw-Hill, Patterns in Literary Art I ed., Leo P. Kelley, 1974. [53]
- (EN) Harlan Ellison, Political Science Fiction: An Introductory Reader, in Prentice-Hall, Patterns in Literary Art I ed., Martin Harry Greenberg, Patricia S. Warrick, 1974. [54]
- (EN) Harlan Ellison, Trumpet #11, 1974, in Nostalgia, Inc., I ed., Alex Eisenstein, Ken Keller, Tom Reamy, 1974. [55]
- (EN) Harlan Ellison, Valence and Vision: A Reader in Psychology, in Rinehart Press, I ed., Rich Jones, Richard L. Roe, 1974. [56]
- (EN) Harlan Ellison, Political Science Fiction: An Introductory Reader, in Prentice-Hall, Patterns in Literary Art I ed., Martin Harry Greenberg, Patricia S. Warrick, gennaio 1974. [57]
- (EN) Harlan Ellison, Tomorrow, and Tomorrow, and Tomorrow, in Holt, Rinehart and Winston, I ed., Bonnie L. Heintz, Frank Herbert, Donald A. Joos, Jane Agorn McGee, 7 febbraio  1974. [58]
- (EN) Harlan Ellison, Paingod and Other Delusions, in Pyramid Books, Harlan Ellison Uniform Series I ed., Harlan Ellison, marzo  1975. [59]
- (EN) Harlan Ellison, In Dreams Awake, in Dell Laurel, I ed., Leslie A. Fiedler, marzo  1975. [60]
- (EN) Harlan Ellison, Paingod and Other Delusions, in Pyramid Books, Harlan Ellison Uniform Series II ed., Harlan Ellison, luglio  1975. [61]
- (EN) Harlan Ellison, Alone Against Tomorrow: Stories of Alienation in Speculative Fiction, in Collier Books, I ed., Harlan Ellison, 1976. [62]
- (EN) Harlan Ellison, Harlan! Harlan Ellison Reads Harlan Ellison, in Alternate World Recordings, I ed., Harlan Ellison, 1976. [63]
- (EN) Harlan Ellison, Tomorrow, and Tomorrow, and Tomorrow, in Holt, Rinehart and Winston, II ed., Bonnie L. Heintz, Frank Herbert, Donald A. Joos, Jane Agorn McGee, 7 febbraio  1976. [64]
- (EN) Harlan Ellison, Paingod and Other Delusions, in Jove / HBJ, I ed., Harlan Ellison, gennaio  1978. [65]
- (EN) Harlan Ellison, The Illustrated Harlan Ellison, in Baronet Publishing Co., I ed., Harlan Ellison, dicembre  1978. illustrazioni di Michael Whelan [66]
- (EN) Harlan Ellison, The Illustrated Harlan Ellison, in Baronet Publishing Co., I ed., Harlan Ellison, dicembre  1978. illustrazioni di Don Ivan Punchatz [67]
- (EN) Harlan Ellison, The Fantasies of Harlan Ellison, in : Gregg Press, I ed., Harlan Ellison, giugno  1979. [68]
- (EN) Harlan Ellison, The Illustrated Harlan Ellison, in Ace Books, I ed., Harlan Ellison, giugno  1980. illustrazioni di Michael Whelan [69]
- (EN) Harlan Ellison, All the Sounds of Fear, in Granada, I ed., Harlan Ellison, 1981. [70]
- (EN) Harlan Ellison, The Science Fiction Hall of Fame Volume Four, in Gollancz, I ed., Arthur C. Clarke, 1981. [71]
- (EN) Harlan Ellison, The Survival of Freedom, in Fawcett Crest, I ed., John F. Carr, Jerry Pournelle, agosto 1981. [72]
- (EN) Harlan Ellison, The Science Fiction Hall of Fame Volume Four, in Gollancz, II ed., Arthur C. Clarke, novembre 1981. [73]
- (EN) Harlan Ellison, The Science Fiction Hall of Fame Volume III, in Gollancz, I ed., Arthur C. Clarke, George W. Proctor, marzo 1982. [74]
- (EN) Harlan Ellison, The Science Fiction Hall of Fame Volume III, in Avon/SFBC, II ed., Arthur C. Clarke, George W. Proctor, ottobre 1982. [75]
- (EN) Harlan Ellison, Paingod and Other Delusions, in Ace Books, I ed., Harlan Ellison, 1983. [76]
- (EN) Harlan Ellison, A Boy and His Dog & "Repent, Harlequin!" Said the Ticktockman, in Warner Audio, I ed., Harlan Ellison, 1 settembre 1985. [77]
- (EN) Harlan Ellison, The Essential Ellison: A 35-Year Retrospective, in Nemo Press, I ed., Harlan Ellison, 1987. [78]
- (EN) Harlan Ellison, The Essential Ellison, in Nemo Press, I ed., Harlan Ellison, agosto 1987. [79]
- (EN) Harlan Ellison, The Essential Ellison: A 35-Year Retrospective, in Nemo Press/SFBC, II ed., Harlan Ellison, ottobre 1987. [80]
- (EN) Harlan Ellison, The Best of the Nebulas, in Tor, I ed., Ben Bova, aprile 1987. [81]
- (EN) Harlan Ellison, The Best of the Nebulas, in Tor, I ed., Ben Bova, aprile 1987. [82]
- (EN) Harlan Ellison, The Essential Ellison, in Morpheus International, I ed., Harlan Ellison, ottobre 1991. [83]
- (EN) Harlan Ellison, The Super Hugos, in Baen, I ed., Isaac Azimov, settembre 1992. [84]
- (EN) Harlan Ellison, The Essential Ellison, in Morpheus International, I ed., Harlan Ellison, febbraio 1997. [85]
- (EN) Harlan Ellison, Decades of Science Fiction, in NTC Publishing Group, I ed., Applewhite Minyard, aprile 1997. [86]
- (EN) Harlan Ellison, Decades of Science Fiction, in NTC Publishing Group, II ed., Applewhite Minyard, aprile 1997. [87]
- (EN) Harlan Ellison, "Repent, Harlequin!" Said the Ticktockman, in Underwood Books, I ed., Harlan Ellison, ottobre 1997.
«Edizione in cofanetto a tiratura limitata in 1000 copie numerate firmate da Harlan Ellison e Rick Berry, contenente dieci illustrazioni a colori di quest’ultimo; Tutte a pagina intera, mentre una delle dieci tavole è illustrata su due pagine intere."Prima edizione" e riga completa dei numeri sulla pagina del copyright.Pagine non numerate.»[88]
- (EN) Harlan Ellison, "Repent, Harlequin!" Said the Ticktockman, in Underwood Books, I ed., Harlan Ellison, ottobre 1997. [89]
- (EN) Harlan Ellison, The Science Fiction Century, in Tor, I ed., David G. Hartwell, novembre 1997.
«Antologia contente l’introduzione dell’editore e 41 racconti. Prima stampa che recita "Prima edizione: novembre 1997 / 0 9 8 7 6 5 4 3 2 1". Edita in doppio prezzo, USA $ 40,00 / Canada C $ 56,95 (fonte Amazon Look Inside) Sul risvolto posteriore c'è scritto "Copubblicazione del club del Libro del mese" ma non è chiaro cosa significhi. La pubblicazione sembra essere un'edizione retail. Ogni storia di questa antologia è preceduta da una biografia da 1/2 a una pagina sull'autore. Il racconto L'angelo della violenza di Adam Wiśniewski-Snerg è stato tradotto dal polacco all'inglese da Thomasz Mirkowicz per questa antologia. Il racconto Buonanotte, Sophie di Lino Aldani è stato tradotto dall'italiano all'inglese da L. K. Conrad, mentre la storia Liquid Sunshine di Alexander Kuprin è stata tradotta dal russo all'inglese da Leland Fetzer» [90]

### Edizioni in italiano
- Harlan Ellison, Il vento nel sole, in Casa Editrice La Tribuna, Science Fiction Book Club (Italy) #36, I ed., Terry Carr, Donald A. Wollheim, dicembre 1966. tradotto da Roberta Rambelli in "Pentiti, Arlecchino" [91]
- Harlan Ellison, I Romanzi del Cosmo #192, in Ponzoni, I ed., Giancarlo Cella, 1 giugno 1966. [92]
- Harlan Ellison, I premi Hugo 1962-1966, in Mondadori, Classici Urania #204 I ed., Isaac Azimov, marzo 1994.tradotto da Roberta Rambelli in "'Pentiti, Arlecchino!' disse l'Uomo del Tic-Tac" [93]

### Edizioni in francese
- (FR) Harlan Ellison, Galaxie (2ème série), #42, in OPTA, I ed., Alain Dorémieux, ottobre 1967. tradotto in "Repens-toi, Arlequin !" dit Monsieur Tic-Tac[94]
- (FR) Harlan Ellison, Ainsi sera-t-il, in Marabout, Bibliothèque Marabout - Science Fiction I ed., 1971. tradotto in Arlequin et l'homme-tic-tac [95]
- (FR) Harlan Ellison, Histoires de rebelles, in Le Livre de Poche, La grande anthologie de la science-fiction # 3813 I ed., Jacques Goimard, Demètre Ioakimidis, Gérard Klein, settembre 1984. tradotto in Arlequin et l'homme-tic-tac [96]

### Edizioni in spagnolo
- (ES) Harlan Ellison, No tengo boca y debo gritar, in Star Books, Star Books # 9 I ed., Producciones Editoriales, 7 febbraio  1976. [97]

### Edizioni in tedesco
- (DE) Harlan Ellison, Computer streiten nicht, in Lichtenberg, I ed., Damon Knight, 1970. tradotto in "Bereue, Harlekin!" sagte der Ticktackmann da Hans Maeter[98]
- (DE) Harlan Ellison, Computer streiten nicht, in Heyne, Heyne Science Fiction & Fantasy I ed., Damon Knight, ottobre 1973. tradotto in "Bereue, Harlekin!" sagte der Ticktackmann da Hans Maeter[99]
- (DE) Harlan Ellison, De speekselboom, in Luitingh, Luitingh SF Verhalen I ed., Damon Knight, 1975. tradotto in 'Boet, harlekijn', zei de tiktakman da Marjan J. J. Oleff.[100]
- (DE) Harlan Ellison, Science-Fiction-Stories 61, in Ullstein, Ullstein 2000 #118 I ed., non accreditato, agosto  1976.tradotto in "Bereue, Harlekin!" sagte der Ticktackmann da Dolf Strasser[101]
- (DE) Harlan Ellison, Hoe kan ik schreeuwen zonder mond, in Bruna, Bruna SF #53 I ed., Harlan Ellison, 1977.tradotto in 'Schaam je, harlekijn,' zei de tiktakman  da M. Slagt-Prins[102]
- (DE) Harlan Ellison, Van Jules Verne tot Isaac Asimov: De vijftig beste science fiction-verhalen, in Publiboek / Baart, I ed., Erik Lankester, 1981.tradotto in 'Schaam je, harlekijn,' zei de tiktakman  da M. Slagt-Prins[103]

### Edizioni in giapponese
- (JA) Harlan Ellison, S-Fマガジン 1967年02月号, #91?, in 早川書房?, I ed., 福島正実?, febbraio 1967. tradotto da ハーラン・エリスン?[104]

### Edizioni in croato
- (HR) Harlan Ellison, Sirius, #121/122, in Vjesnik, I ed., Milivoj Pašiček, 5 luglio 1986. [105]